# 印第安克里克七號縣區 (伊利諾伊州默納德縣)
印第安克里克七號鎮區（英語：Indian Creek No.7 Precinct）是位於美國伊利諾伊州默納德縣的一個縣區。

## 地方資料
根據2010年美國人口普查的數據，印第安克里克七號鎮區的面積為66.39平方千米，當中陸地面積為66.11平方千米，而水域面積為0.28平方千米。當地共有人口278人，而人口密度為每平方千米4.19人。